# Argyresthia juniperivorella
Argyresthia juniperivorella is een vlinder uit de familie van de pedaalmotten (Argyresthiidae). De wetenschappelijke naam van de soort werd in 1958 gepubliceerd door Kuznetsov.